# Little Butterfly
Little Butterfly (リトル・バタフライ Ritoru. Batafurai?) es una serie de manga de género yaoi escrita e ilustrada por Hinako Takanaga. Fue publicada por primera vez en la revista Gush de la editorial Kaiōsha el 10 de enero de 2004, finalizando un mes más tarde con tres volúmenes. Ha sido licenciada para su publicación en varios idiomas; en Estados Unidos lo fue por Digital Manga Publishing, en Alemania por Tokyopop Germany, en Taiwán por Taiwan Tohan y en Francia por Taifu Comics.

## Argumento
Yūki Kojima es un alegre estudiante de secundaria que decide trabar amistad con el solitario y misterioso joven marginado de su clase, Atsushi Nakahara. A medida que logra acercarse a este, Yūki descubre que Nakahara tiene una vida hogareña solitaria y difícil; su padre está ausente la mayor parte del tiempo y su madre se encuentra mentalmente deshabilitada. Durante un viaje escolar a Kyūshū, Yūki también aprende que Atsushi ha intentado huir de su hogar en numerosas ocasiones, pero nunca ha tenido éxito en ello. El deseo de Atsushi es "cruzar el mar", inspirado por las mariposas que pueden volar una gran distancia siendo arrastradas por el viento y son capaces de prosperar en lugares desconocidos para ellas.
Con el transcurso del tiempo, Atsushi comienza a sentir sentimientos amorosos hacia Yūki, pero al confesarle su amor, este no está seguro acerca de como debería sentirse. Sin embargo, Yūki eventualmente también llega a la conclusión de que sus sentimientos por Atsushi son de amor. Con la graduación acercándose, Atsushi solicita una beca en la muy lejana Universidad de Seijo para escapar de su vida hogareña y, Yūki, a pesar de no tener notas tan altas como las de Atsushi, decide aplicar para la misma universidad y así poder continuar juntos.

## Personajes
Yūki Kojima (小島 裕貴 Kojima Yūki?)
Es el protagonista principal de la historia. Yūki es un estudiante de secundaria, muy alegre y entusiasta, que decide tratar de ser amigo de Atsushi Nakahara, un muchacho solitario y callado de su clase. Al comienzo, duda acerca de sus sentimientos hacia Nakahara, pero termina por aceptar que lo que siente por él es amor. 
Atsushi Nakahara (仲原 篤志 Nakahara Atsushi?)
Es un muchacho serio, apesadumbrado y solitario, en parte debido a su problemática vida familiar. Su padre —quien también es abusivo con él, habiéndolo golpeado varias veces— está ausente la mayor parte del tiempo, mientras que su madre sufre de delirios mentales. Comienza a ganar nuevamente confianza en sí mismo cuando conoce a Yūki, además de volverse más amigable y abierto con otras personas. Ama profundamente a Yūki y le considera su soporte emocional. Odia a su padre por su paternidad mediocre y mal trato hacia su familia, además de proponerse a ser un mejor hombre de lo que este jamás lo fue. Cerca del final de la historia, le confía a Yūki que tiene planeado cambiar su apellido a Sugisaki, el apellido de su familia materna. 
Ikuo Sugisaki (杉崎 イクオ Sugisaki Ikuo?)
Es el tío de Atsushi y hermano menor de Yumiko; amable y dedicado. Diez años atrás, él y su cuñado tuvieron una fuerte discusión cuando Atsushi huyó de su hogar y Ikuo culpó a su padre, para luego golpearlo. Desde aquel entonces las relaciones entre ambos fueron frías y distantes. Irónicamente, Ikuo le ha dado a su sobrino el amor que su padre jamás le dio, mientras que el propio Atsushi le ve como una figura paterna, habiendo encontrado en este el afecto que nunca obtuvo de su padre.
Yumiko Sugisaki (杉崎 祐美子 Sugisaki Yumiko?)
Es la mentalmente inestable madre de Atsushi y hermana mayor de Ikuo. Su matrimonio con el padre de Atsushi fue arreglado por sus padres, pero Yumiko terminó enamorándose verdaderamente de él. De acuerdo con Atsushi, su estado comenzó a decaer cuando no logró ingresar a una prestigiosa escuela primaria a la que su madre quería que asistiera, y las cosas solo empeoraron desde ese entonces. Al enterarse de que su marido planeaba divorciarse de ella, enloquece y luego de ser llevada al hospital no parece reconocer al actual Atsushi, sino que cree que su hijo en realidad tiene seis años y vive con su padre en América. 

## Recepción
Julie Rosato de Mania Entertainment, en una reseña del primer volumen, ha comentado que los protagonistas, Nakahara y Kojima, son «un caprichoso y agresivo seme, y un alegre e inocente uke», además de agregar que ambos personajes son «absolutamente adorables juntos, viendo como desarrollaban su dolorosa relación». También ha comentado sobre la actitud de Nakahara en el mismo artículo, como «el tipo de mal humor y cascarabias, por que sus problemas familiares le han dejado dañado, deprimido y solo», pero que también es un chico «que quiere ser amado». Por su parte, ha descrito a Kojima como «alegre, como era de esperarse», y que es «el tipo de persona que realmente se preocupa por otras». 
En una reseña para el segundo volumen, Rosato comentó en su mayoría sobre la relación amorosa que comenzaba a profundisarse entre los protagonistas. Observó que la relación se movía «lentamente, debido al nerviosismo de Kojima» y «su lealtad, determinación y sinceridad hacen que sea difícil para Nakahara mantener sus sentimientos bajo control». En otra reseña para el tercer y último volumen, los comentarios de Rosato se centraron en el final de la historia y sus atractivos. Confesó «haberse quedado impresionada de lo bien que Takanaga equilibró el romance, cada vez con más problemas personales, sin nunca olvidar añadir algo de humor...», y posteriormente consideró la serie como una «joya del yaoi, dulce, linda y llena de encanto».
El sitio web Active Anime, a su vez, ha halagado el arte del manga describiéndolo como «divertido y hermoso», mientras que su reseña para la historia fue de «madura y sofisticada».